# Olga Bártová
Olga Bártová, coniugata Blechová (10 febbraio 1933), è un'ex cestista cecoslovacca.

## Carriera
Con la Cecoslovacchia ha disputato due edizioni dei Campionati europei (1954, 1956).